# Mjini Ole
Mjini Ole è una circoscrizione rurale (rural ward) della Tanzania situata nel distretto di Wete, regione di Pemba Nord. Conta una popolazione di 3 531 abitanti (censimento 2012).